# Synistovalgus convexicollis
Synistovalgus convexicollis är en skalbaggsart som beskrevs av Ernst Gustav Kraatz 1895. Synistovalgus convexicollis ingår i släktet Synistovalgus och familjen Cetoniidae. Inga underarter finns listade i Catalogue of Life.